# Burg Trattenegg
Die Burg Trattenegg ist eine abgegangene Höhenburg in der oberösterreichischen Gemeinde Schlüßlberg. Die abgetragene Anlage lag auf einem Hügel oberhalb der Mündung des Gallsbaches in die Trattnach in der zur Gemeinde Schlüßlberg gehörenden Ortschaft Trattenegg.

## Geschichte
Die Veste Trattenegg scheint erstmals 1316 urkundlich auf und ist in diesem Jahr im Besitz von Elisabeth Schenkin von Dobra. 1351 werden gleichzeitig Konrad der Schreiber, Bürger von Wels und Eberhard V. von Walsee genannt. Ebenso wie Gallspach und Tollet ist Trattenegg ein wichtiger Stützpunkt des Landesfürsten im Schaunberger Ländchen im Kampf gegen die Herren von Schaunberg. Als Pfleger scheinen im 14. und 15. Jahrhundert auf: 1358 Ortolph I. Geumann (Geymann), 1362 Lienhard der Ecker, 1367 Hylprandt von Albrechtsham (er ist 1376 Schaffer auf Pernstein und 1382 Landrichter in Schlierbach), 1377 Ulrich der Anhanger, 1384 Nicklas der Jud (er war 1360 Richter in der Wachau), 1390 Simon Oberhaimer, 1439 Wolf Fischer und Hans Paumgartinger, 1454 Hans Innerseer und noch vor 1460 Ortolph II. Geymann. Ab 1463 sind die Geymann von Gallspach im Besitz der halben Veste, die zweite Hälfte erwerben sie 1491 von Ulrich Reischauer und gelangen so in den alleinigen Besitz von Trattenegg. 1502 wird der Wert der Erträge aus der Herrschaft mit 350 rheinischen Gulden beziffert. 1541 vereinigt Hans Heinrich Geymann Trattenegg mit dem neu erworbenen, heute ebenfalls abgekommenen Sitz Winzertal.
Eine Burgkapelle im Palas wird erstmals 1544 erwähnt (Weihetag Mariä Geburt). Die Ringmauer war mit vier runden Ecktürmen bewehrt, den Eingang deckte ein viereckiger Turm. 1626 und 1642 brannte die Burg teilweise ab. Trattenegg blieb bis 1643 im Alleinbesitz der zuletzt protestantischen Familie Geymann. Auf Hans Christoph Geymann († 1600) folgte sein Sohn Hans Georg († 1617) und dessen Sohn Hans Wilhelm Geymann († 1658). Dann erfolgte ein rascher Besitzerwechsel. Von Hans Wilhelm Geymann fiel die Burg samt Herrschaft an Seifried Hager von Allentsteig (1643). Adam Max von Trauttmannsdorff (1668), Johann Achaz von Salburg (1671), Franz Leopold von Salm (1673) und Ferdinand Carl von Eyselsberg (1685) folgten in der Eigentümerreihe. Vom Erben des Letzteren, Georg Christian von Kautten, erwarb Johann Georg Adam von Hoheneck 1700 die Herrschaft Trattenegg und vereinigte sie mit Schlüßlberg, 1713 auch mit Gallspach, als er aus den drei Herrschaften ein Fideikommiss schuf. Das Herrenhaus war bis um 1790 bewohnbar. Die letzten Gottesdienste in der Burgkapelle werden aus der Zeit um 1800 überliefert. Aus zwei Stichen des 17. und 18. Jh. ist ersichtlich, dass die Anlage aus einem dreigeschoßigen Palas und einer Ringmauer mit vier Rundtürmen bestand. Der Zugang über eine Zugbrücke wurde durch einen viereckigen Torturm geschützt.
Zu Beginn des 19. Jahrhunderts wird Trattenegg folgendermaßen beschrieben:

„Trattenegg. Ein Bergschloß und Dorf mit 19 Häusern am Ursprung des Trattnachflusses zwischen Neumarkt und Grieskirchen, zum letzteren Ort eingepfarrt im Kommissariate Parz im Hausruckviertel. [...] Die Herrschaft gehört der gräflich hohenekischen Familie und ist um 26.350 fl Kaufswerth, 1234 fl 41 kr jährlichen Einkünften, 84 unterthänigen Häusern und 36.675 fl 45 kr Rustikal=Kaufspräzien in der landschaftlichen Einlage. Das Schloß ist sehr alt, baufällig und unbewohnt, nach alter Art gebaut, mit Ringmauern, Rundellen und einem viereckigen Thurme versehen, der den Eingang sperrt, die Mauern sind überaus dick, rings umher sieht man noch viele verfallene Schanzen und Gräben, zu beyden Seiten sind Waldungen und Berge; – wüst und schauerlich ist der Aufenthalt in den Gemäuern, wo nur der Wurm und die Blindschleiche sich ihres Daseyns freyen; lange zitternde Schatten werfen die Tannen in die Gruppen hinein, um das Grässliche zu vermehren; aber das Thal, wo die Trattnach durchfließt, verlässt man ungern, denn hier genießt man die schönste Ansicht.“

Noch einige Jahrzehnte erhielten sich die Mauerreste, ehe die Ruine im Jahr 1860 dem Abbruch preisgegeben wurde. Seither sind oberirdisch keinerlei Baureste mehr sichtbar. Erhalten haben sich der ehemalige Meierhof und das Gebäude der seit Jahren nicht mehr in Betrieb befindlichen ehemaligen Schlosstaverne in der Ortschaft Unternberg am Fuße des Burghügels.